# Полянка-Велька (гмина)
Гмина Полянка-Велька (пол. Gmina Polanka Wielka)  —  сельская гмина (волость) в Польше, входит как административная единица в Освенцимский повет,  Малопольское воеводство. Население — 4117 человек (на 2004 год).

## Демография
Данные по переписи 2004 года:
| Перепись                         | Всего   | Всего | Женщины | Женщины | Мужчины | Мужчины |
| -------------------------------- | ------- | ----- | ------- | ------- | ------- | ------- |
| Единицы                          | человек | %     | человек | %       | человек | %       |
| Население                        | 4117    | 100   | 2071    | 50,3    | 2046    | 49,7    |
| Плотность населения (чел./кв.км) | 171     | 171   | 86      | 86      | 85      | 85      |

## Соседние гмины
1. Гмина Осек
2. Гмина Освенцим
3. Гмина Пшецишув
4. Гмина Вепш